# Nicola Adams
Nicola Virginia Adams (Leeds, 26 oktober 1982) is een Brits boksster. Ze werd tweemaal olympisch kampioene bij de vlieggewichten (2012 en 2016) en Europees kampioene.

## Biografie
Als 12-jarige begon ze bij Star und Fitness Gym in Leeds. Ze leerde het boksen van Steven Franks en Leroy Brown. Hierna kwam ze bij Hard & Fast Police Club, waar ze getraind werd door Martin Utley, Fred Gummerson en Alwin Belcher. Op 13-jarige leeftijd deed ze haar eerste wedstrijd. In de jaren hierna kon ze maar weinig wedstrijden boksen, wegens gebrek aan tegenstanders. In 2001 werd ze opgenomen in het Engelse team van amateurboksters. Ze werd hierna getraind door Terry Edwards en David Bins. In 2003 werd ze voor de eerste maal Engels kampioene amateurboksen en ze prolongeerde deze titel de volgende vier kampioenschappen.
In 2007 won ze als eerste Engelse boksster ooit een medaille bij een groot internationaal toernooi door brons te winnen bij de Europese kampioenschappen in Denemarken. Het jaar erop won ze een zilveren medaille bij de wereldkampioenschappen in China. In 2009 was ze grotendeels uitgeschakeld wegens een rugblessure. Ze maakte haar comeback in 2010 en pakt gelijk het zilver bij de wereldkampioenschappen in Bridgetown, Barbados. Door gebrek aan financiële middelen had ze moeite om haar sportcarrière voort te zetten. Om aan geld te komen werkte als figurant bij Coronation Street en EastEnders.
In november 2010 was ze de winnaar van het Britse amateurbokskampioenschap die in de Echo Arena in Liverpool werden gehouden. In 2011 won ze de Europese amateurbokskampioenschappen in Katowice. In juli 2011 werd ze door de BBC opgenomen in een lijst van zes sporters die veelbelovend waren om te volgen tijdens de Olympische Spelen. Op de Spelen van 2012 in Londen won ze de gouden medaille bij de vlieggewichten (48-51 kg), vier jaar later prolongeerde ze haar titel in Rio.

## Erelijst
| Jaar | Toernooi                         | Plaats         | Resultaat | Klasse |
| ---- | -------------------------------- | -------------- | --------- | ------ |
| 2007 | Europese amateurkampioenschappen | Vejle          | Zilver    | 54 kg  |
| 2008 | Wereldamateurkampioenschappen    | Ningbo         | Zilver    | 54 kg  |
| 2010 | Wereldamateurkampioenschappen    | Bridgetown     | Zilver    | 51 kg  |
| 2011 | Europese amateurkampioenschappen | Katowice       | Goud      | 51 kg  |
| 2012 | Wereldamateurkampioenschappen    | Qinhuangdao    | Zilver    | 51 kg  |
| 2012 | Olympische Spelen                | Londen         | Goud      | 51 kg  |
| 2014 | Gemenebestspelen                 | Glasgow        | Goud      | 51 kg  |
| 2015 | Europese Spelen                  | Baku           | Goud      | 51 kg  |
| 2016 | Olympische Spelen                | Rio de Janeiro | Goud      | 51 kg  |
| 2016 | Wereldkampioenschappen           | Astana         | Goud      | 51 kg  |

2012: Nicola Adams ·
2016: Nicola Adams ·
2020: Stoyka Krasteva ·
2024: Wu Yu
- Library of Congress Control Number: no2017076510
- Nationale Bibliotheek van Israël: 987007401239305171
- Virtual International Authority File: 9832149844983802960009
- WorldCat: E39PBJjtcmWGxqQ94GfvC8YpT3